# スヴァルトアールヴヘイム
スヴァルトアールヴヘイム（スヴァルトアルフヘイム、スヴァルトアールヴァヘイム、スヴァルタールヴァヘイムとも。古ノルド語: Svartálfaheimr）とは、北欧神話で、スヴァルトアールヴ（またはドヴェルグ）たちが住むとされている世界である。そのため、しばしば、二ザヴェッリルと同一視される。
スヴァルトアールヴヘイムは、しばしば、北欧神話の世界観である「九つの世界」の1つに数えられる。スノッリの『散文のエッダ』第34章に登場する。アース神族が狼のフェンリルを縛るための足枷グレイプニルを入手するためにフレイの召使いのスキールニルをスヴァルトアールヴヘイムに送っている。